# Saison 20 d'American Dad
 (mars 2025).
Si vous disposez d'ouvrages ou d'articles de référence ou si vous connaissez des sites web de qualité traitant du thème abordé ici, merci de compléter l'article en donnant les références utiles à sa vérifiabilité et en les liant à la section « Notes et références ».
Chronologie
Saison 19 Saison 21
La vingtième saison d'American Dad! est diffusée pour la première fois aux États-Unis sur la chaîne TBS à partir du 27 mars 2023. En France, la saison est disponible depuis  2023 sur la plateforme de streaming Disney+. 

## Épisodes
| № | #  | Titre                                                                          | Réalisation     | Scénario                      | Première diffusion | Code de prod. | Audience |
| --- | -- | ------------------------------------------------------------------------------ | --------------- | ----------------------------- | ------------------ | ------------- | -------- |
| 345 | 1  | Compagnon de voyage Fellow Traveler                                            | Joe Daniello    | Brett Cowley et Robert Mattia | 27 mars 2023       | HAJN02        | 0.47     |
| Roger , en 1847, est au Nouveau Mexique.                                                                                           |    |                                                                                |                 |                               |                    |               |          |
| 346 | 2  | Le prof et l'entraîneur The Professor and the Coach                            | Joe Chandler    | Jensen Yee                    | 3 mars 2023        | HAJN01        | 0.35     |
| Haley écrit un livre avec Roger. Stan rejoint une équipe de foot.                                                                  |    |                                                                                |                 |                               |                    |               |          |
| 347 | 3  | Principal des mœurs Viced Principal                                            | Jennifer Graves | Parker Deay                   | 10 avril 2023      | HAJN03        | 0.40     |
| Steve et le principal Lewis affrontent des trafiquants de drogue. Stan, Francine, Haley et Jeff se lient d'amitié avec une girafe. |    |                                                                                |                 |                               |                    |               |          |
| 348 | 4  | Le plaisir de Chez Smith The Pleasanting at Smith House                        | Tim Parsons     | Joel Hurwitz                  | 17 avril 2023      | HAJN04        | 0.51     |
| Klaus et Jeff voient leur amitié en danger. Stan est blessé à la mâchoire.                                                         |    |                                                                                |                 |                               |                    |               |          |
| 349 | 5  | Tiré par les leggins Stretched Thin                                            | Chris Bennett   | Sam Brenner                   | 1er mai 2023       | HAJN05        | 0.39     |
| Jeff obtient un emploi de vendeur de pantalons.                                                                                    |    |                                                                                |                 |                               |                    |               |          |
| 350 | 6  | Mieux sur le papier Better On Paper                                            | Joe Daniello    | Alisha Keitry                 | 8 mai 2023         | HAJN10        | 0.38     |
| Stan s'aperçoit que l'imprimante de la CIA a des sentiments pour Francine.                                                         |    |                                                                                |                 |                               |                    |               |          |
| 351 | 7  | Vache, j'ai rencontré ta meuh-re Cow I Met your Moo-ther                       | John O Day      | Jack Rosenblatt               | 15 mai 2023        | HAJN08        | 0,34     |
| Haley est possédée par sa voix intérieure.                                                                                         |    |                                                                                |                 |                               |                    |               |          |
| 352 | 8  | Stan répare un bardeau Stan fixes a shingle                                    | Josue Cervantes | Tim Saccardo                  | 22 mai 2023        | HAJN06        | 0,33     |
| Stan répare un bardeau. Steve et Francine créent une boisson.                                                                      |    |                                                                                |                 |                               |                    |               |          |
| 353 | 9  | Sauver les apparences Saving Faces                                             | Jennifer Graves | Charles Suozzi                | 29 mai 2023        | HAJN11        | 0,29     |
| Stan est pris en otage par un rival. Roger cherche une pomme miraculeuse.                                                          |    |                                                                                |                 |                               |                    |               |          |
| 354 | 10 | De Francine en Scylla Frantastic Voyage                                        | Tim Parsons     | Soren Bowie                   | 4 septembre 2023   | HAJN12        | 0,33     |
| Stan se fait une amie. Jeff et Haley trouvent une Lamborghini.                                                                     |    |                                                                                |                 |                               |                    |               |          |
| 355 | 11 | Mademoiselle Mystère A Little Mystery                                          | Chris Bennett   | Laura Beason                  | 11 septembre 2023  | HAJN13        | 0,32     |
| Le nouvel ami de Jeff a un passé dangereux. Et Francine veut battre un record.                                                     |    |                                                                                |                 |                               |                    |               |          |
| 356 | 12 | Sus aux voisins Don't You Be My Neighbor                                       | Josue Cervantes | Paul Stroud                   | 18 septembre 2023  | HAJN14        | 0,26     |
| Les Smith font fuir les nouveaux voisins. Roger se fait passer pour un cerf-volant.                                                |    |                                                                                |                 |                               |                    |               |          |
| 357 | 13 | Panique productive Productive Panic                                            | Shawn Murray    | Nicole Shabtai                | 25 septembre 2023  | HAJN15        | 0,34     |
| Francine se découvre un talent pour la céramique.                                                                                  |    |                                                                                |                 |                               |                    |               |          |
| 358 | 14 | Le Multivers selon American Dad Multiverse of American Dadness                 | John O Day      | Curtis Cook                   | 2 octobre 2023     | HAJN16        | 0,29     |
| Haley doit emmener Steve à un concert.                                                                                             |    |                                                                                |                 |                               |                    |               |          |
| 359 | 15 | Z.O.I.N.C.S                                                                    | Shawn Murray    | Jeff Kauffmann                | 30 octobre 2023    | HAJN07        | 0,28     |
| Stan est absent le soir d'Halloween. La famille part à sa recherche.                                                               |    |                                                                                |                 |                               |                    |               |          |
| 360 | 16 | Une nouvelle ère pour la maison des Smith A New Era for the Smith House        | Jansen Yee      | Yolanda Cartney               | 6 novembre 2023    | HAJN17        | 0,34     |
| Klaus garde la résidence des Smith quand ils partent en vacances.                                                                  |    |                                                                                |                 |                               |                    |               |          |
| 361 | 17 | Entre le marteau et l'enclume Between the Ring and the Hardass                 | Joe Daniello    | Kevin Tyler                   | 13 novembre 2023   | HAJN18        | 0,36     |
| Steve risque d'être placé à cause de l'intervention des services sociaux.                                                          |    |                                                                                |                 |                               |                    |               |          |
| 362 | 18 | Un petit pas pour l'humanité Footprints                                        | Jennifer Graves | Joe Chandler                  | 20 novembre 2023   | HAJN19        | 0,34     |
| Jeff va récupérer son chapeau. Stan cherche à laisser une empreinte dans l'humanité.                                               |    |                                                                                |                 |                               |                    |               |          |
| 363 | 19 | Steve, Snot et la quête du LOKO Steve, Snot and the quest for the Og Four Loko | Tim Parsons     | Nic Wegener                   | 27 novembre 2023   | HAJN20        | 0,31     |
| Steve et Snot recherchent un fût de bière légendaire.                                                                              |    |                                                                                |                 |                               |                    |               |          |
| 364 | 20 | Aussi énigmatique qu'un Sphinx The Pink Sphinx Holds her Heart in Turn         | Chris Bennett   | Brett Cowley et Robert Mattia | 4 décembre 2023    | HAJN21        | 0,32     |
| Roger entraîne Francine au poker.                                                                                                  |    |                                                                                |                 |                               |                    |               |          |
| 365 | 21 | Pour quelques sous de plus A Little Extra Scratch                              | Josue Cervantes | Jeff Kauffmann                | 11 décembre 2023   | HAJN22        | 0,27     |
| Francine jalouse Haley. Roger aide Stan à avoir un sourire parfait.                                                                |    |                                                                                |                 |                               |                    |               |          |
| 366 | 22 | Dans le Noëlivers Into the Jingleverse                                         | Jansen Yee      | Nic Wegener                   | 18 décembre 2023   | HAJN09        | 0,20     |
| Steve offre de meilleurs cadeaux de Noël que Stan.                                                                                 |    |                                                                                |                 |                               |                    |               |          |